# Kazimierz Siemienowicz
Kazimierz Siemienowicz (latín: Casimirus Siemienowicz, lituano: Kazimieras Simonavičius; nacido c. 1600 - c. 1651) fue un general de artillería, armero, ingeniero militar y uno de los pioneros de la cohetería, tanto militar como pirotécnica. Nacido en la región de Raseiniai del Gran Ducado de Lituania, sirvió en los ejércitos de la Mancomunidad Polaco-Lituana y de Federico Enrique, Príncipe de Orange.
Después de contribuir con su experiencia en varias batallas, Siemienowicz publicó Artis Magnae Artilleriae en 1650. Este tratado, que analiza la cohetería y la pirotecnia, siguió siendo un trabajo estándar en esos campos durante dos siglos.